# Jon Tecedor
Jon Tecedor Anguinaga (San Sebastián, 16 de septiembre de 1975 – San Sebastián, 15 de junio de 2008) fue un halterófilo olímpico español, que compitió en la categoría de más de 105 kg en competiciones internacionales. Participó en la prueba de +105 kg en los Juegos Olímpicos de Sidney, donde acabó 13º. También compitió en los Mundiales de 1999 y 1998. Su mejor actuación fue en los Mundiales de 1998 cuando acabó séptimo en más de 105 kilos. 
Fuera de la halterofilia, Tecedor trabajó como ingeniero eléctrico y como asistente en una tienda de pinturas. De camino al Campeonato de Euskadi de Halterofilia de 2008, la moto de Jon Tecedor colisionó con un coche en la autopista A-8 en sentido Irún, y Tecedor murió en el acto.